# أليخاندرو كروز (سياسي)
أليخاندرو كروز (بالإنجليزية: Alejandro Cruz) هو لاعب كرة لينة وسياسي أمريكي، ولد في 1930، وتوفي في 1993. حزبياً، نشط في الحزب التقدمي الجديد.